# ニュートニア (小惑星)
ニュートニア (662 Newtonia) は、小惑星帯に位置する小惑星である。マサチューセッツ州タウントンでジョエル・ヘイスティングス・メトカーフによって発見された。
イギリスの物理学者アイザック・ニュートンにちなんで命名された。